# Megatsunâmi da Baía Lituya
O megatsunâmi da Baía Lituya foi um evento catastrófico ocorrido em 9 de julho de 1958, depois de um terremoto de magnitude de 7,8 e intensidade máxima na escala de Mercalli atingir a Baía de Lituya, no Alasca, Estados Unidos. O evento aconteceu na falha geológica Fairweather e provocou um deslizamento de terra que movimentou 30 milhões de metros cúbicos de rocha e gelo para a entrada estreita da baía.
O deslocamento repentino de água resultou em um megatsunâmi que destruiu a vegetação até 516 metros acima da altura da baía e produziu uma onda que viajou através da baía com uma crista relatada por testemunhas que chegava aos 30 metros de altura. Este é o mais significativo megatsunâmi já registrado, tendo mais da metade da altura do Burj Khalifa, a construção mais alta do mundo. O evento forçou uma reavaliação dos eventos de ondas gigantes e o reconhecimento de eventos de impacto e de deslizamento de terra como uma das possíveis causas deste tipo de evento.

## Baía Lituya
A Baía Lituya é um fiorde situado na Falha de Fairweather na parte nordeste do Golfo do Alasca. É uma baía em forma de T com uma largura de 3,2 quilômetros (duas milhas) e um comprimento de 11,2 quilômetros (sete milhas). A baía tem uma profundidade máxima de 20 metros. A estreita entrada da baía tem uma profundidade de apenas 10 metros. Os dois ramos que criam o a forma em T da baía são as enseadas de Gilbert e Crillon e são parte de uma vala ao longo da Falha de Fairweather. Nos últimos 150 anos, a Baía Lituya teve cinco megatsunâmis. O último evento, antes do megatsunâmi de 1958, ocorreu em 27 de outubro de 1936. Esta onda chegou a uma altura de 10 metros e foi causada por outro grande deslizamento de terra das montanhas.
Próximo à Cordilheira Fairweather estão os glaciares de Lituya e do North Crillon. Eles têm cerca de 19 quilômetros (12 milhas) de comprimento e 1,6 quilômetros (uma milha) de largura, com uma altitude de 1.220 metros (4 000 pés). Os retiros destes glaciares formam a atual forma de T da baía, as enseadas de Gilbert e Crillon.

## Terremoto

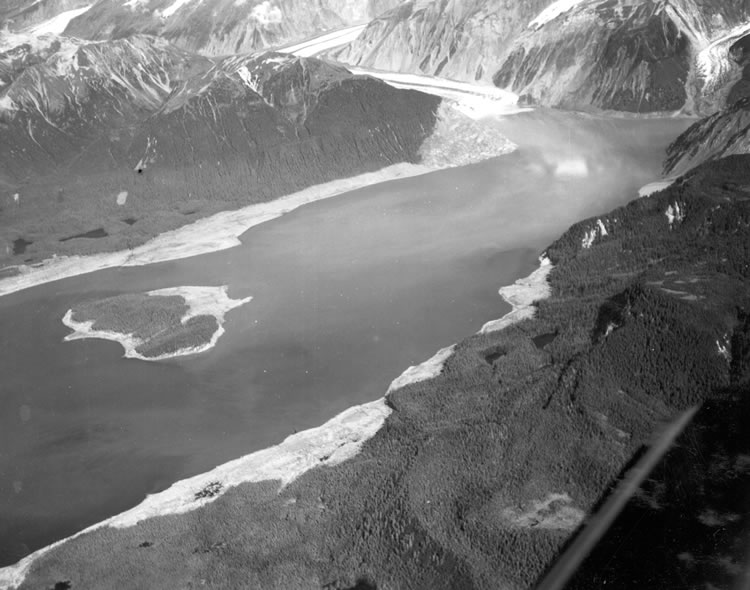
Danos causados pelo megatsunâmi de 524 metros em 1958. Note as áreas onde a vegetação foi arrancada pela força da água.

O grande terremoto que atingiu a Falha Fairweather em 1958 alcançou uma magnitude de 7,9 na escala Richter, entretanto, algumas fontes relataram que ele tenha alcançado magnitude 8,3. O epicentro do terremoto foi na latitude 58.6N. e longitude 137.1W. próximo à Cordilheira de Fairweather, 7,5 quilômetros a leste da superfície da Falha de Fairweather e 13 quilômetros a sudeste de Baía Lituya. Este terremoto foi o mais forte dos 50 anos anteriores para esta região (o terremoto do Cabo Yakataga, com uma magnitude de 8,2 na escala Richter, ocorreu em 4 de setembro de 1899). O abalo foi sentido em cidades do sudeste do Alasca em uma área de 400 000 quilômetros quadrados, até o sul de Seattle, Washington, e em Whitehorse, Yukon, Canadá.

### Avalancha
O terremoto causou a queda de rochas subaéreas na enseada de Gilbert. Este deslizamento jogou 30 milhões de metros cúbicos de rochas na baía, criando o megatsunâmi. O evento matou cinco pessoas, sendo que três foram mortas na ilha Khantaak e duas foram pegas pela onda na baía. Em Yakutat, o único posto avançado permanente perto do epicentro na época, infraestruturas como pontes, docas e oleodutos foram destruídas. Uma torre de água entrou em colapso e uma cabine também foi danificada. Fissuras surgiram perto da costa sudeste e cabos submarinos do Sistema de Comunicação Alasca foram cortados. Danos mais leves também foram relatados em Pelican e Sitka.
Depois do terremoto houve uma observação feita no lago subglacial, localizado a noroeste da curva do Glaciar de Lituya, na baía homônima Este lago subglacial tinha abaixado em 30 metros, o que poderia ser uma outra causa possível para a produção da onda de 30 metros que causou destruição 524 metros acima da superfície da baía com seu impulso. É possível que uma boa quantidade de água tenha sido drenada do lago glacial através de um túnel glacial que fluiu diretamente para a frente da geleira, embora nem a taxa de drenagem, nem o volume de água drenado poderia produzir uma onda de tamanha magnitude. Portanto, a drenagem glacial não foi o mecanismo que causou a onda gigante.